# Bộ đồ vũ trụ

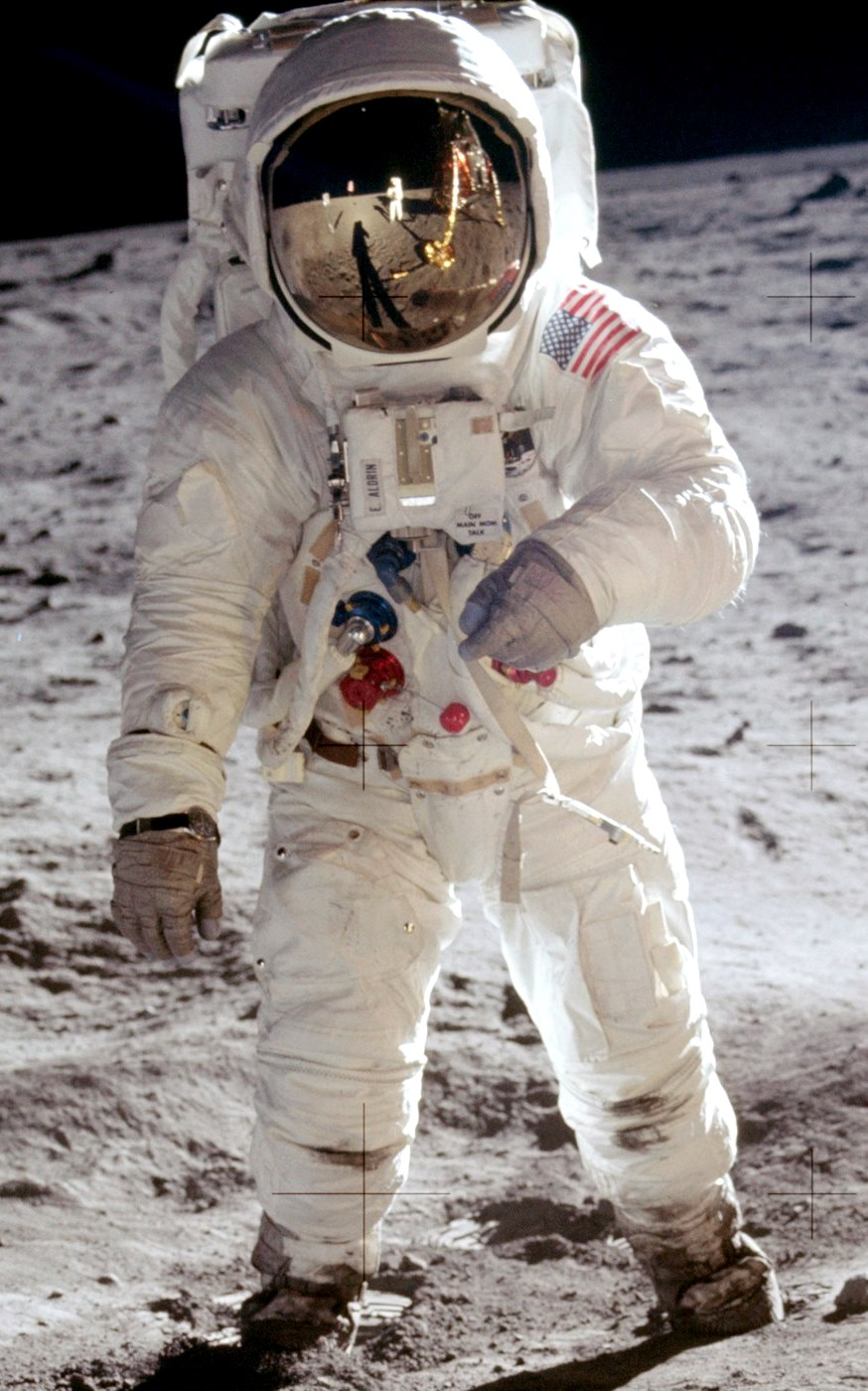
Bộ đồ vũ trụ Apollo A7L được phi hành gia Buzz Aldrin mặc trên tàu Apollo 11

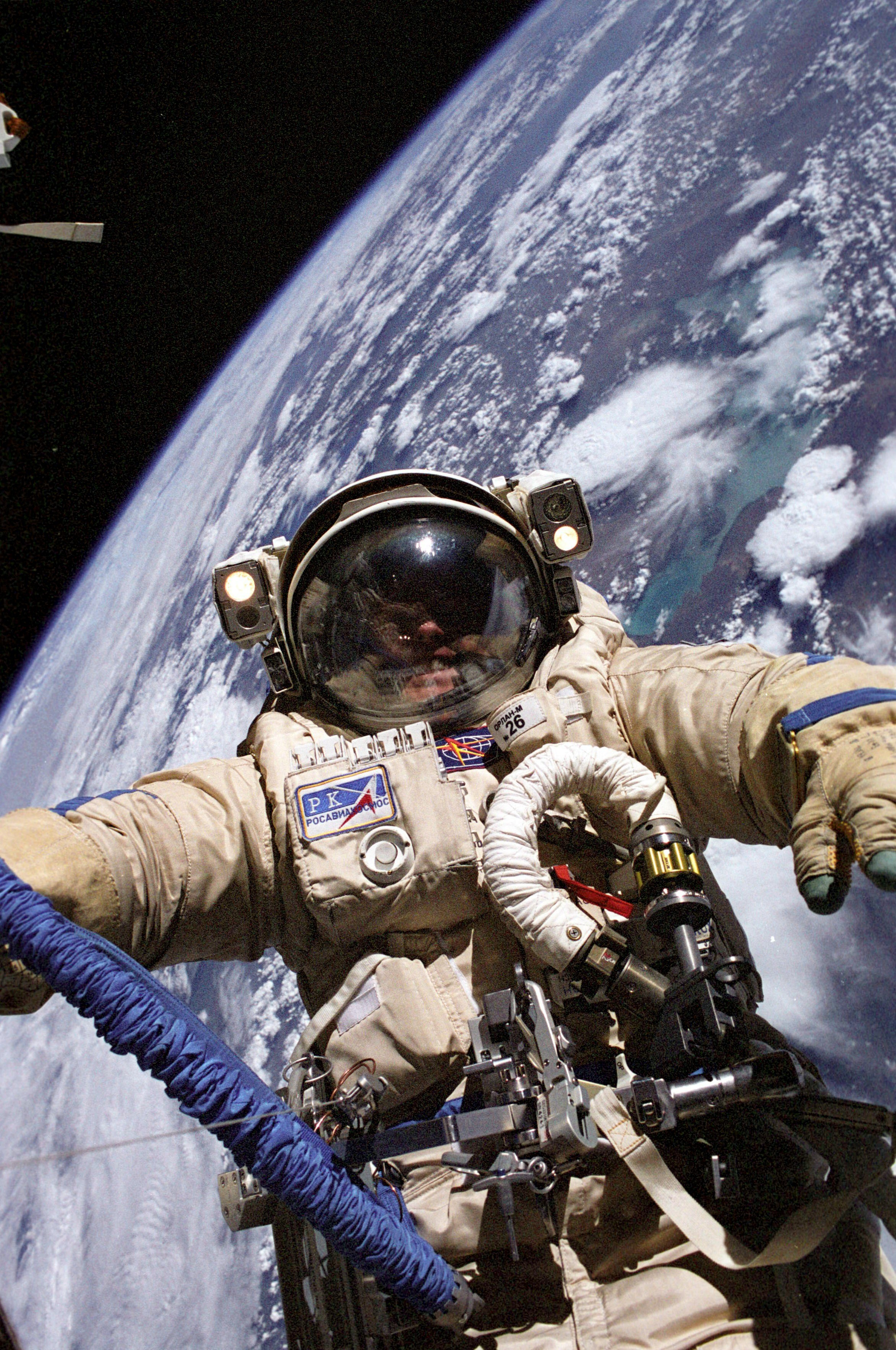
Bộ đồ vũ trụ Orlan được phi hành gia Michael Fincke mặc bên ngoài Trạm vũ trụ quốc tế

Bộ đồ vũ trụ là một bộ quần áo được mặc để giữ cho con người sống trong môi trường khắc nghiệt của không gian bên ngoài thiên thể, chân không và nhiệt độ. Bộ quần áo vũ trụ thường được mặc bên trong tàu vũ trụ như một biện pháp phòng ngừa an toàn trong trường hợp mất áp suất cabin, và cần thiết cho hoạt động ngoài tàu vũ trụ (EVA), công việc được thực hiện bên ngoài tàu vũ trụ. Bộ đồ vũ trụ đã được mặc cho những công việc như vậy trên quỹ đạo Trái đất, trên bề mặt Mặt Trăng và trên đường trở về Trái đất từ Mặt trăng. Không gian hiện đại phù hợp với quần áo áp lực cơ bản với một hệ thống thiết bị và hệ thống môi trường phức tạp được thiết kế để giữ cho người mặc thoải mái, và để giảm thiểu nỗ lực cần thiết để uốn cong các chi, chống lại xu hướng tự nhiên của quần áo áp lực mềm để chống lại chân không. Một hệ thống cung cấp oxy và kiểm soát môi trường độc lập thường được sử dụng để cho phép tự do hoàn toàn di chuyển, không phụ thuộc vào tàu vũ trụ.
Ba loại phù hợp với không gian tồn tại cho các mục đích khác nhau: IVA (hoạt động bên trong tàu vũ trụ), EVA (hoạt động ngoài tàu vũ trụ) và IEVA (hoạt động trong/ngoài tàu vũ trụ). Bộ đồ IVA có nghĩa là được mặc bên trong tàu vũ trụ có áp suất, và do đó nhẹ hơn và thoải mái hơn. Bộ đồ IEVA có nghĩa là để sử dụng bên trong và bên ngoài tàu vũ trụ, chẳng hạn như bộ đồ Gemini G4C. Chúng bao gồm bảo vệ nhiều hơn khỏi các điều kiện khắc nghiệt của không gian, chẳng hạn như bảo vệ khỏi thiên thạch micromet và thay đổi nhiệt độ khắc nghiệt. Các bộ quần áo EVA, chẳng hạn như EMU, được sử dụng bên ngoài tàu vũ trụ, để thăm dò hành tinh hoặc tàu vũ trụ. Họ phải bảo vệ người mặc chống lại mọi điều kiện không gian, cũng như cung cấp tính di động và chức năng.
Một số trong những yêu cầu này cũng được áp dụng cho các bộ đồ áp lực được mặc cho các nhiệm vụ chuyên ngành khác, chẳng hạn như chuyến bay trinh sát tầm cao. Ở độ cao trên giới hạn Armstrong, khoảng 19.000 m (62.000 ft), nước sôi ở nhiệt độ cơ thể và bộ đồ điều áp là cần thiết.
Bộ quần áo đầy đủ áp suất đầu tiên để sử dụng ở độ cao cực đoan được thiết kế bởi các nhà phát minh cá nhân vào đầu những năm 1930. Bộ đồ vũ trụ đầu tiên mà con người mặc trong không gian là bộ đồ SK-1 của Liên Xô được Yuri Gagarin mặc vào năm 1961.